# Maritim Hotelgesellschaft

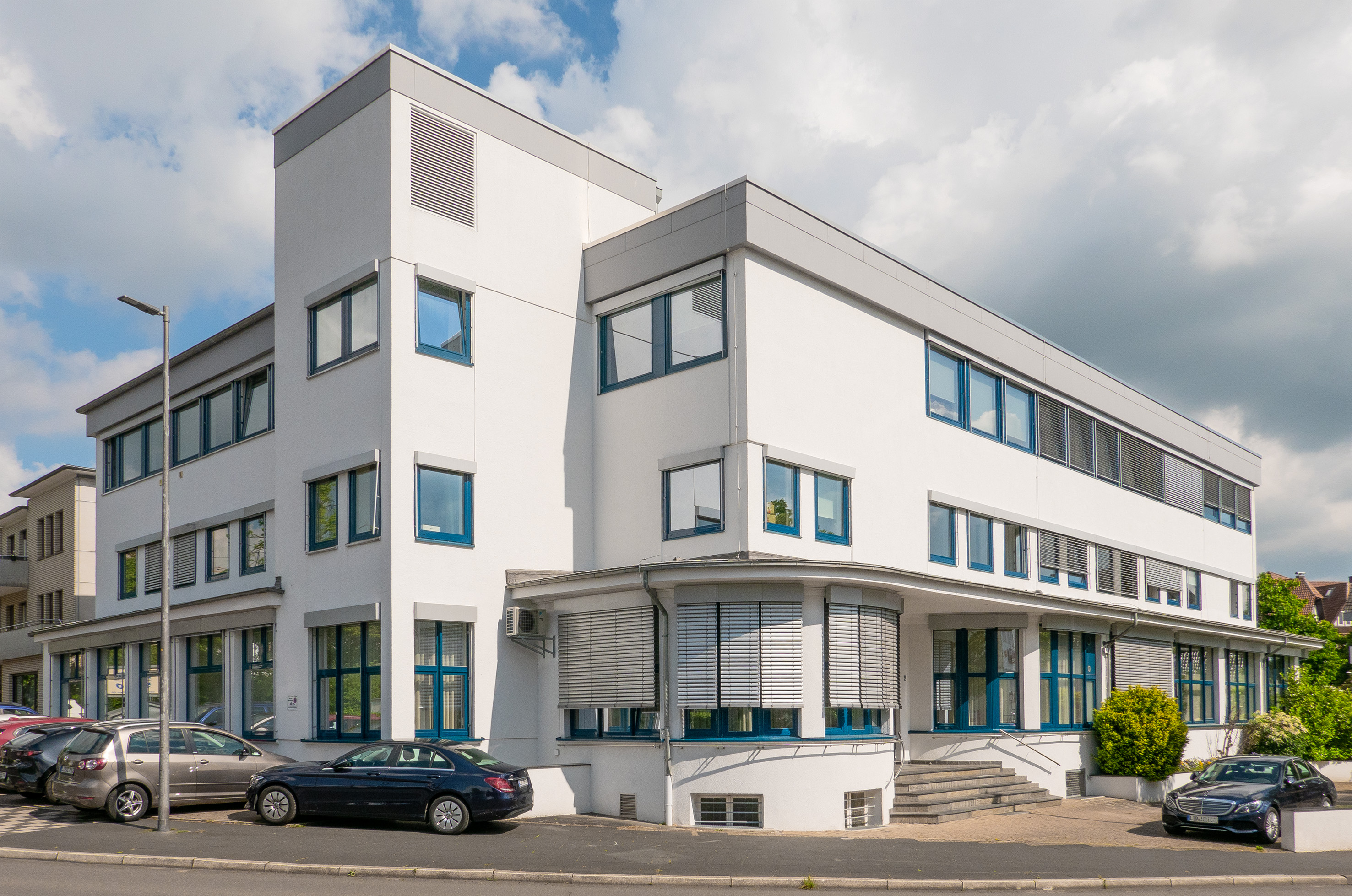
Firmensitz der Maritim Hotelgesellschaft mbH in Bad Salzuflen

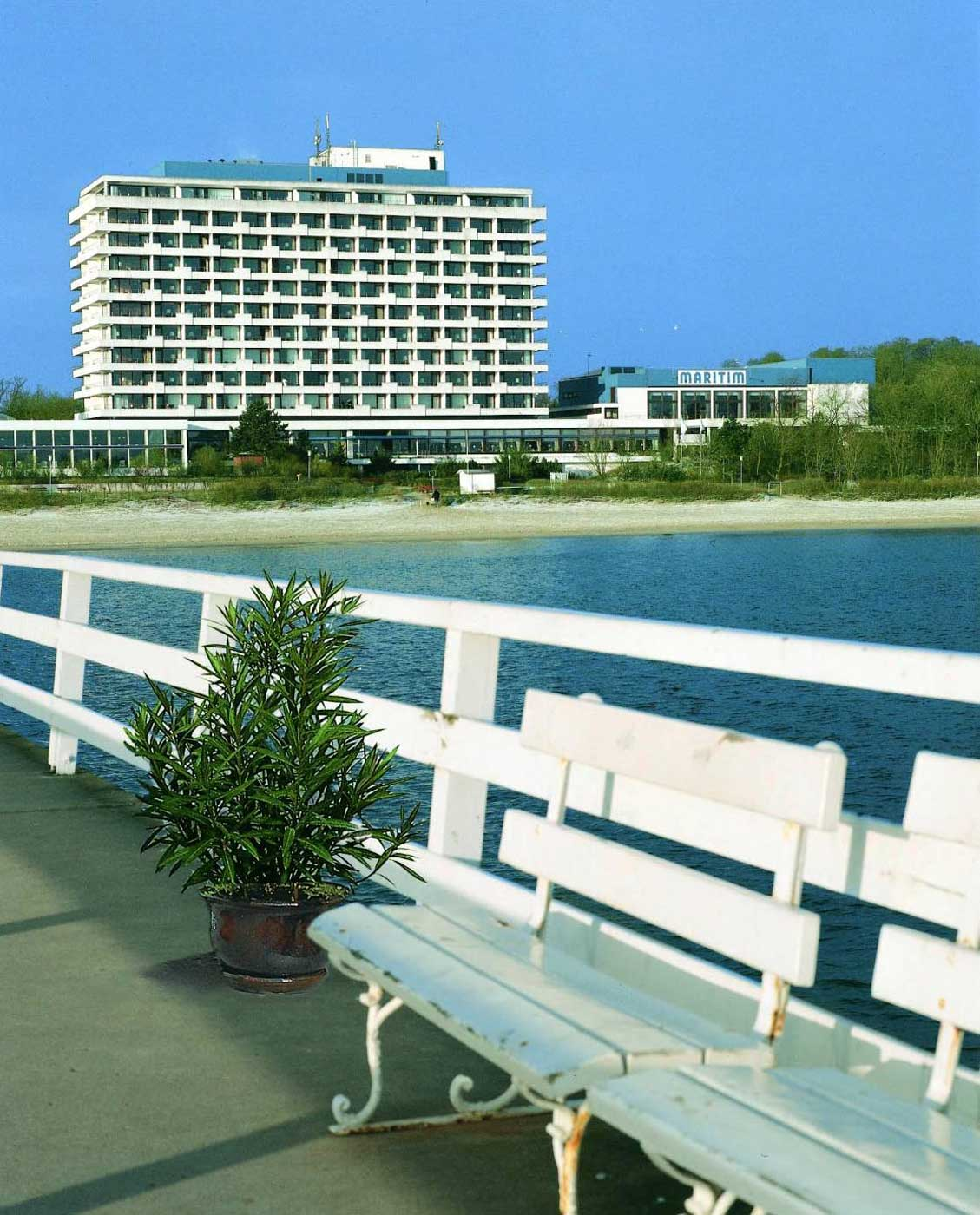
Maritim Seehotel Timmendorfer Strand

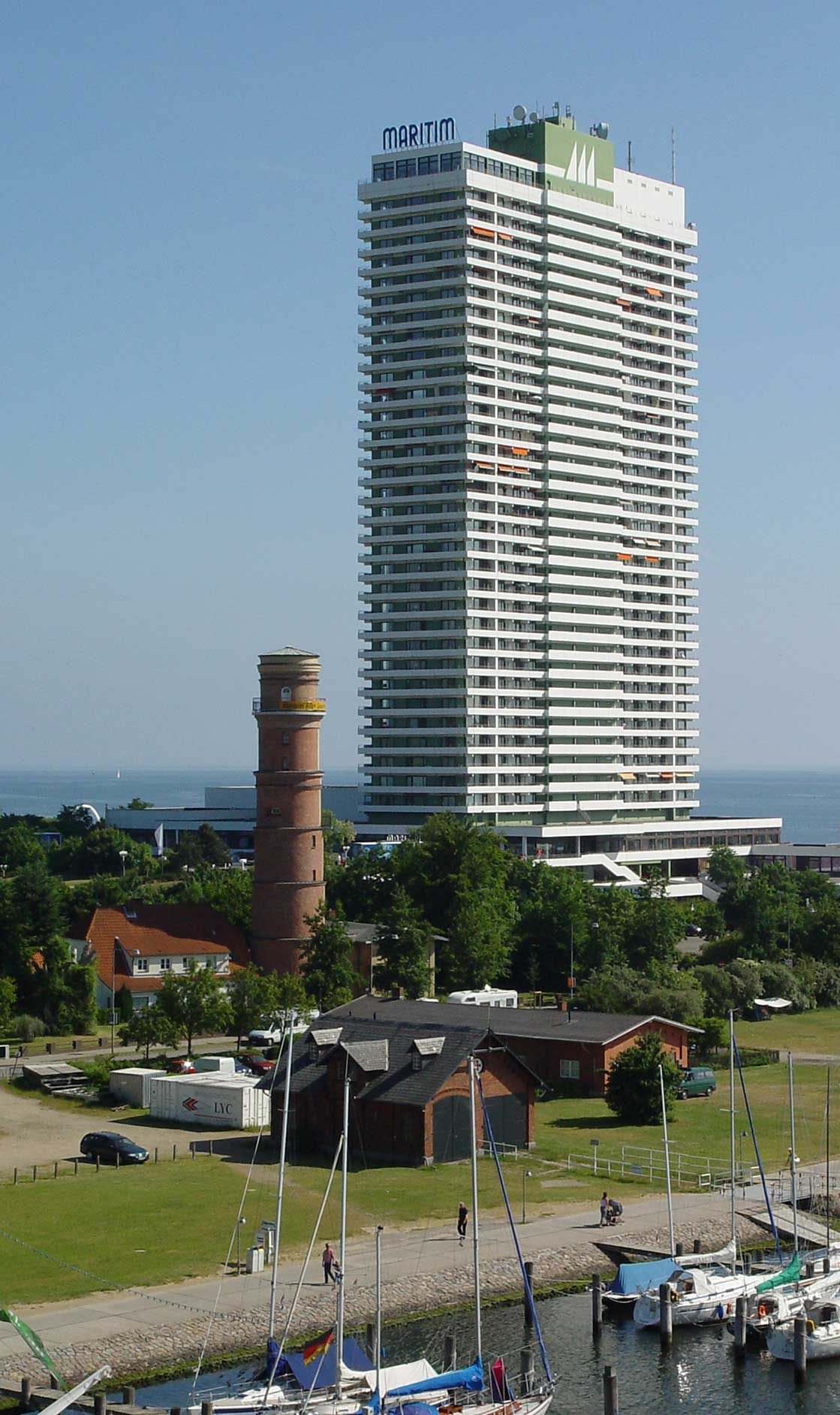
Maritim Travemünde mit Leuchtfeuer, im Vordergrund der alte Leuchtturm von Travemünde.

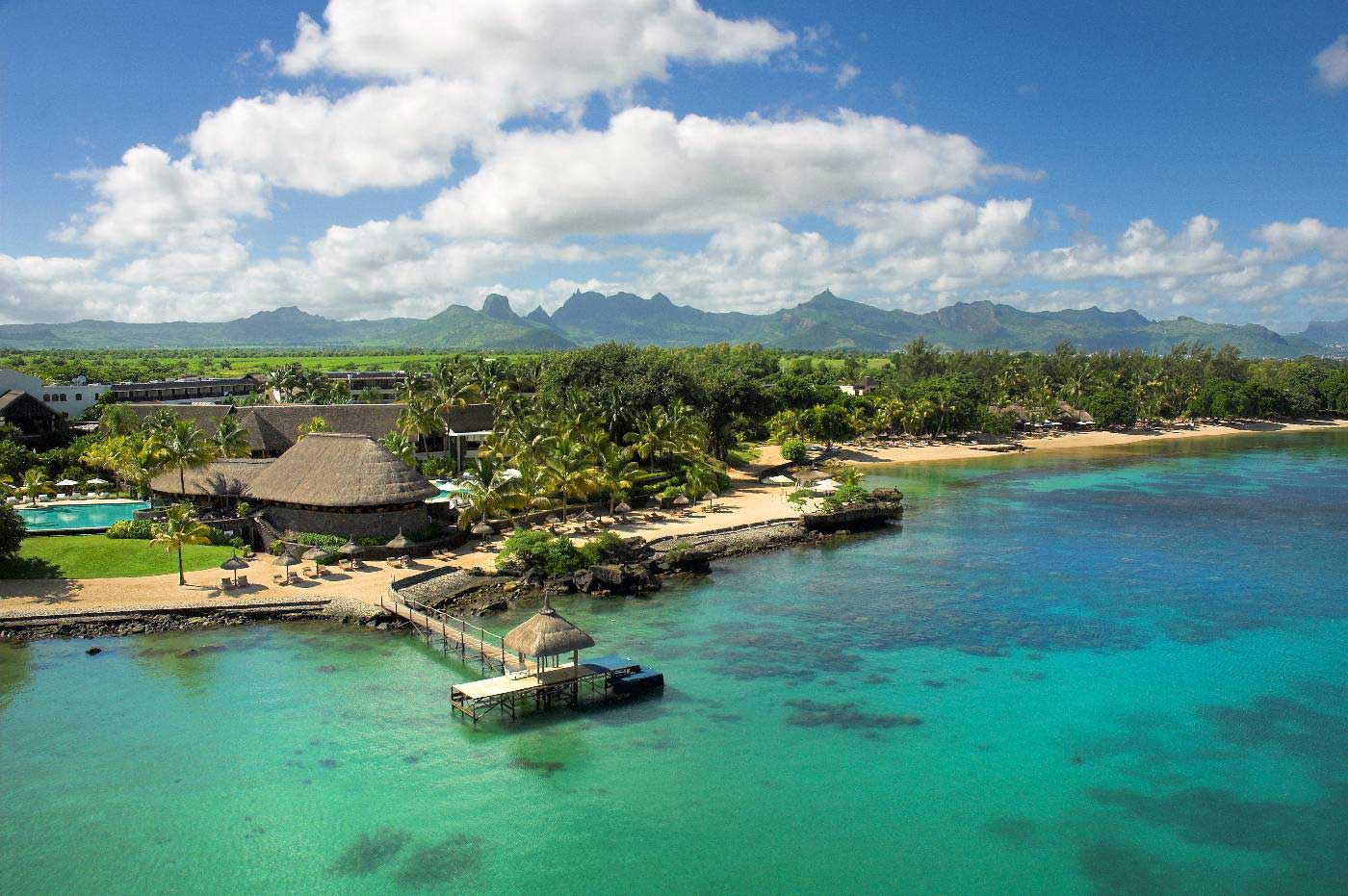
Maritim Hotel Mauritius

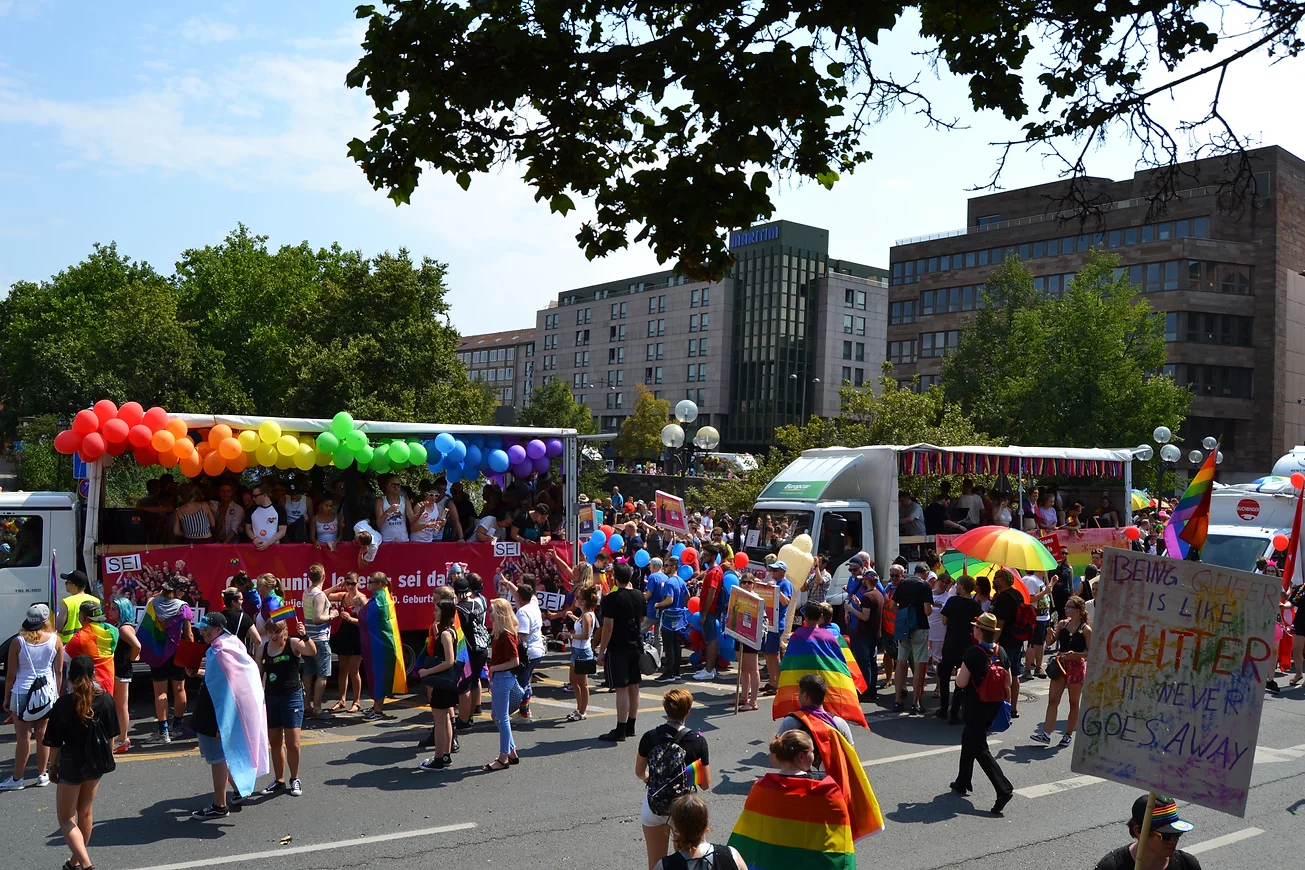
Im Hintergrund 2021 geschlossenes Maritim Hotel in Nürnberg, im Vordergrund die CSD-Parade 2018

Die Maritim Hotelgesellschaft mbH ist eine der größten deutschen Hotelketten und hat ihren Firmensitz im nordrhein-westfälischen Bad Salzuflen. In Deutschland betreibt das Unternehmen 25 Maritim Hotels. Im Ausland betreibt die Hotelgesellschaft 10 Hotels in sieben Ländern, ein weiteres Hotel wird in Amsterdam gebaut.
Das erste Hotel des Unternehmens entstand 1969 mit dem Maritim Seehotel in Timmendorfer Strand und führte wegen der Seelage (maritim) zum Namen und zum Logo der Gesellschaft. Mit der Eröffnung eines Hotels auf Teneriffa im Jahr 1980 begann die Expansion im Ausland.
Eigentümerinnen des Unternehmens sind die Töchter des 1994 verstorbenen Gründers Hans-Joachim Gommolla, Christel und Monika. Letztere ist auch Vorsitzende des Aufsichtsrates.

## Standorte

### Deutschland
In Deutschland ist – und war – Maritim mit Stand 2024 an folgenden Standorten vertreten:

#### Aktuelle Standorte
- Berlin – Maritim proArte Hotel (ehem. Interhotel Metropol; seit 1993)
- Bonn – Maritim Hotel Bonn (seit 1990)
- Bremen (seit 1992)
- Darmstadt (seit 1981 Maritim Konferenzhotel)
- Dresden – Maritim Hotel & Internationales Congress Center Dresden im Historischen Erlweinspeicher (seit 2006)
- Düsseldorf Airport Hotel (seit 2007)
- Frankfurt am Main (seit 1996)
- Fulda – Maritim Hotel am Schlossgarten (seit 1984)
- Hannover – Airport Hotel (seit 1993)
- Ingolstadt (Eröffnung Juni 2023)[9]
- Bad Homburg vor der Höhe (seit 1984)
- Kiel – Maritim Hotel Bellevue (seit 1972)
- Köln (seit 1988)
- Königswinter (seit 1988)
- Magdeburg (ehem. Interhotel International; seit 1992; 1993–1995 durch Neubau ersetzt)

- München (seit 1992)
- Bad Salzuflen (seit 1972)
- Stuttgart mit Alter Reithalle (seit 1993)
- Timmendorfer Strand – Maritim Seehotel (seit 1969)
- Titisee-Neustadt – (seit 1988)
- Travemünde – Maritim Strandhotel Travemünde (seit 1973)
- Ulm (seit 1993)
- Bad Wildungen (seit 1990)
- Würzburg (seit 1984)

#### Frühere Standorte
- Berlin:
  - Maritim Grand Hotel (1992 bis 1997; inzwischen The Westin Grand Berlin)[10]
  - Maritim Hotel Berlin (2005 bis 2020; ab 2021 Hotel Berlin Central District,[11] jetzt JW Marriott)[12]
- Braunlage – Maritim Berghotel (1973 bis 2021; seit Oktober 2021 Ahorn Hotels & Resorts)[13]
- Cottbus (1994 bis 1997; inzwischen Radisson Blu)[14][10]
- Darmstadt (1991 bis 2016 Maritim Rhein-Main Hotel; inzwischen Best Western Plus Plaza Hotel Darmstadt)
- Deggendorf – Maritim Parkhotel (ehem. Flamberg Hotels; Ende der 1990er Jahre bis Oktober 2019 Maritim, später NH Hotels,[10] inzwischen Rilano Hotel)[15]
- Dresden:
  - Maritim Hotel Bellevue (1992 bis 1996; bis 2019 Westin, seit 2020 Bilderberg Hotels)[10]
  - Hotel Königshof (ab April 1998; inzwischen Dormero Hotels)[10]
- Gelsenkirchen (1972 bis 2021, seit August 2021 Plaza Hotel Gelsenkirchen)[16]
- Gera (ehem. Interhotel; 1992 bis 1996; 1997 abgerissen)[17]
- Halle (Saale) (ehem. Interhotel; 1992 bis 2015; kurzzeitig Flüchtlingsunterkunft, 2021 Abriss durch neuen Besitzer verkündet, 2022 bis 2023 wieder Flüchtlingsunterkunft)[18][19][20]
- Hamburg – Maritim Hotel Reichshof (1989 bis 2014)
- Hamm (eröffnet 1983, später Queens Hotel, seit 2000 Mercure)[21]
- Hannover:
  - Maritim Stadthotel (1985 bis 2009; inzwischen Dormero Hotels)[22][23][24]
  - Maritim Grand Hotel Hannover (1995 bis 2015; zeitweise als Flüchtlingsunterkunft genutzt, an Investor verkauft, seit 2021 Generalsanierung)[22]
- Heringsdorf/Usedom – Maritim Hotel Kaiserhof (1997 bis 31. Dezember 2020; inzwischen arcona Hotel Kaiserhof Heringsdorf)[25]
- Leipzig – Hotel Astoria (1992 bis 1996; an Investor verkauft, dessen Generalsanierung 2020 gestoppt wurde)[10]
- Mannheim – Maritim Parkhotel (1984 bis 2023)[26][27]
- Nördlingen – Hotel Klösterle (ehem. Flamberg Hotels; inzwischen NH Hotel)[10]
- Nürnberg (1986 – 2021[28]; zwischenzeitlich unter der Führung der Pandox AB)[29], seit März 2024 gehört das Haus zu Scandic Hotels[30].
- Pforzheim – Maritim Hotel Goldene Pforte (bis in die 1990er Jahre; heute Seniorenresidenz)[31]
- Rheinsberg – Maritim Hafenhotel (2013 bis 2021, inzwischen Precise Resort Hafendorf Rheinsberg)
- Bad Sassendorf – Maritim Hotel Schnitterhof (bis 2018, seither als eigenständiges Hotel geführt)[32]
- Timmendorfer Strand – Maritim Clubhotel (1974 bis 1. Juli 2021, inzwischen PLAZA Premium Hotel Timmendorfer Strand)[33]

### International
International ist – und war – Maritim in folgenden Ländern präsent:

#### Aktuelle Standorte
- Ägypten – Jolie Ville Resort & Casino Sharm El Sheikh (seit 2007)
- Albanien – Maritim Hotel Plaza Tirana (seit 2019)[34] & Maritim Resort Marina Bay (seit 2021)[35]
- Bulgarien – Maritim Hotel Paradise Blue Albena (seit 2019)[36] & Maritim Hotel Amelia
- China –  Maritim Hotel Taicang Garden
- Italien – Maritim Resort Calabria (seit 2025)[37]
- Malta – Maritim Antonine Hotel & Spa (seit 2003)
- Mauritius – Maritim Resort & Spa (seit 1999)
- Niederlande – Maritim Hotel Amsterdam (Eröffnung für 2025 geplant)[38]

#### Frühere Standorte
- China – Maritim Hotel Wuhu (2010–2020; seither Wuhu Country Garden Phoenix) & Maritim Hotel Hefei (2020–2022; seither Hui Feng Wan Yun Hotel)
- Spanien – Maritim Hotel Galatzó Mallorca (2008–2015 Management durch Maritim; 2015–2022 als Maritim Hotel Galatzó; inzwischen Galatzó Hotel Mallorca),[39] sowie Maritim Hotel Tenerife (1980–2022).
- Türkei – Maritim Saray Regency (2016–2020; seither Amara Family Resort Side)

## Hotelkonzepte
Unter dem Motto „Tagen und Wohnen unter einem Dach“ sowie „Mehr als ein Hotel“ sind die Maritim Hotels auf Tagungen und Kongresse spezialisiert. Alle Häuser verfügen über große Veranstaltungskapazitäten. Einige Hotels sind direkt an die städtischen Kongresszentren angeschlossen, so z. B. in Bremen (Congress Centrum Bremen), Dresden (Internationales Congress Center Dresden), Frankfurt/Main (Messe Frankfurt), Stuttgart (Kultur- und Kongresszentrum Liederhalle), Ulm und Würzburg.
Die Hotels lassen sich in folgende Kategorien unterteilen:
- Tagungs- und Stadthotels: Diese Hotels verfügen über eine zentrale Lage mit guter Verkehrsanbindung.[41] Die Veranstaltungskapazitäten sind auch für große Veranstaltungen geeignet. Als Beispiele gelten das Maritim Hotel Köln (Tagungskapazität im größten Saal von bis zu 1700 Personen), das Maritim Hotel Stuttgart (im Kultur- und Kongresszentrum Liederhalle bis zu 2200 Personen im größten Saal) das Maritim Hotel Bonn (2800 Personen) und das Maritim Hotel & Internationales Congress Center Dresden (im Congress Center Dresden bis zu 6800 Personen)
- Resort-Hotels: Die Resort-Hotels sind vorwiegend auf Individualurlauber in Ferienregionen und Kurorten ausgerichtet. In Deutschland befinden sie sich unter anderem an der Ostsee, in Kurorten und im Schwarzwald, im Ausland in Ägypten, Albanien, Bulgarien, China, auf Malta sowie auf Mauritius.[42]

## Expansion
In Deutschland:

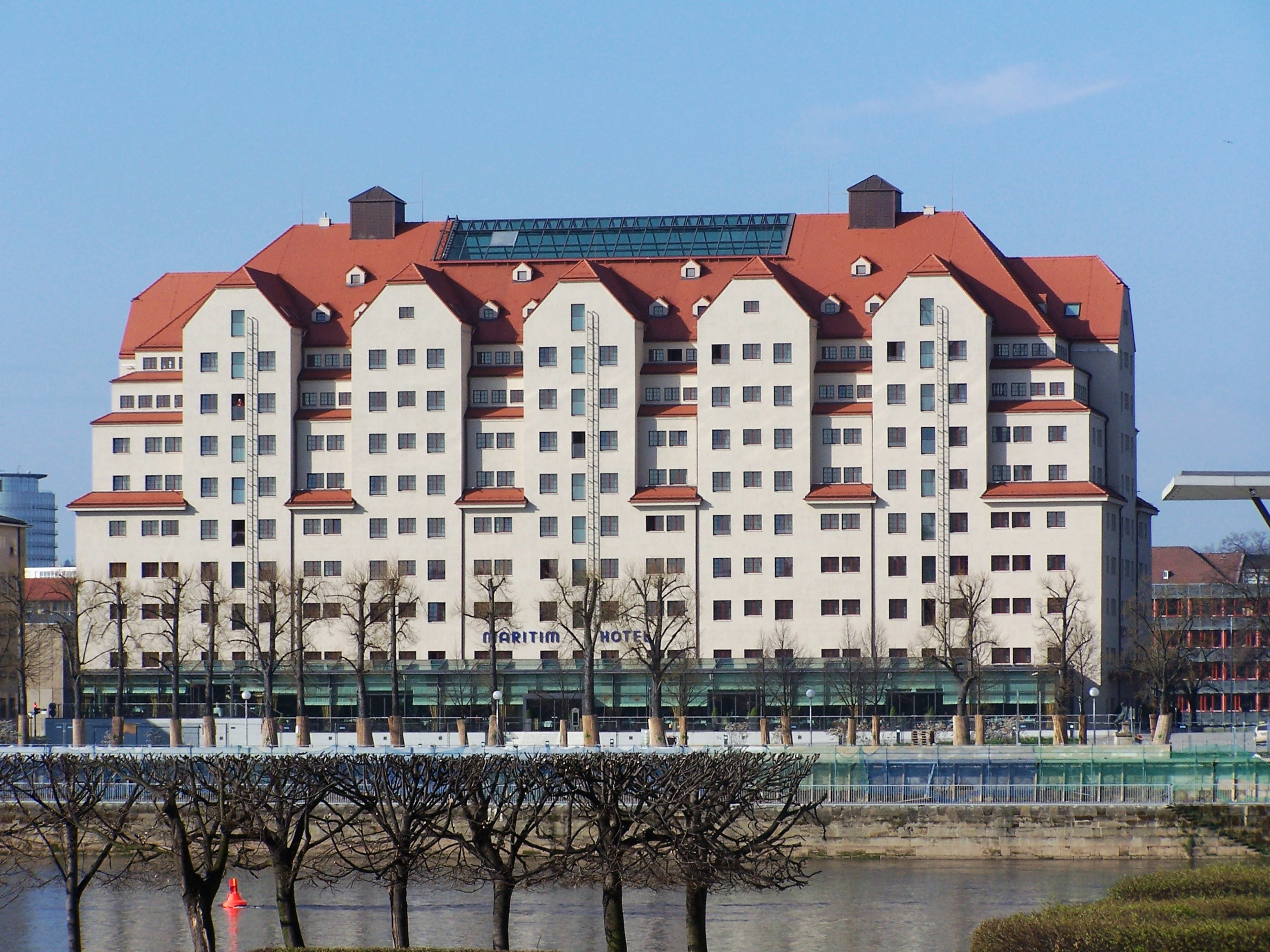
Zum Maritim Hotel in Dresden im historischen Erlweinspeicher gehört das Internationale Kongresszentrum Dresden

Im Mai 2006 wurde das Maritim Hotel Dresden mit 328 Zimmern eröffnet. Das am Elbufer gelegene Haus wurde in den unter Denkmalschutz stehenden, historischen Erlweinspeicher integriert. Das angebundene Internationale Congress Center bietet Platz für 6000 Personen.
2007 folgte das Maritim Hotel Düsseldorf, das größte Kongresshotel Nordrhein-Westfalens. Es hat einen direkten Zugang zum Flughafenterminal und verfügt über 533 Zimmer und Suiten und Veranstaltungskapazitäten für bis zu 5000 Personen.
Im Ausland:
2010 begann Maritim mit der Eröffnung des Maritim Hotels Wuhu (inzwischen: Country Garden Phoenix Hotel) seine Expansion in China. 2011 wurde das Maritim Hotel Shenyang eröffnet, 2013 ein Haus in Changzhou und 2020 das Maritim Hotel Hefei. 2022 ist das Maritim Hotel Taicang eröffnet worden.
2014 übernahm das Unternehmen ein zweites Hotel auf Mauritius: das Maritim Crystals Beach Hotel Mauritius. Im März 2015 hat das Galatzó Hotel auf Mallorca als Maritim Hotel Galatzó eröffnet. 2019 wurde das bestehende Paradise Blue in Bulgarien als Maritim Paradise Blue Albena übernommen. 2020 wurde das Maritim Hotel Plaza Tirana und 2021 das Maritim Resort Marina Bay in Albanien eröffnet. 2022 kam mit dem Maritim Rafaelo Resort das dritte Hotel in Albanien hinzu.

## Sonstiges
Das Kundenbindungsprogramm heißt MyMaritim.